# Sparassiella longistipitata
Sparassiella longistipitata — вид грибів, що належить до монотипового роду Sparassiella.